# Quentin Tarantino
Quentin Jerome Tarantino (Knoxville, 27 de março de 1963) é um realizador, roteirista, produtor, ator, diretor de fotografia e crítico de cinema americano. É vencedor de dois Oscars de Melhor Roteiro Original e foi eleito o 19° maior diretor de cinema dos últimos 25 anos, segundo o levantamento da Quartz através do Metacritic.
Alcançou a fama rapidamente no início da década de 1990 por seus roteiros não lineares, uso de violência gráfica, diálogos ricos e diversos, com uma mistura irônica de humor e violência. Ele é amplamente considerado um dos mais importantes cineastas de sua geração.
Todavia, as obras de Tarantino também são controversas, como suas cenas de violência, sua inclusão frequente de insultos raciais e sua negligência no manuseio de cenas com dublês em Kill Bill: Volume 2.

## Biografia

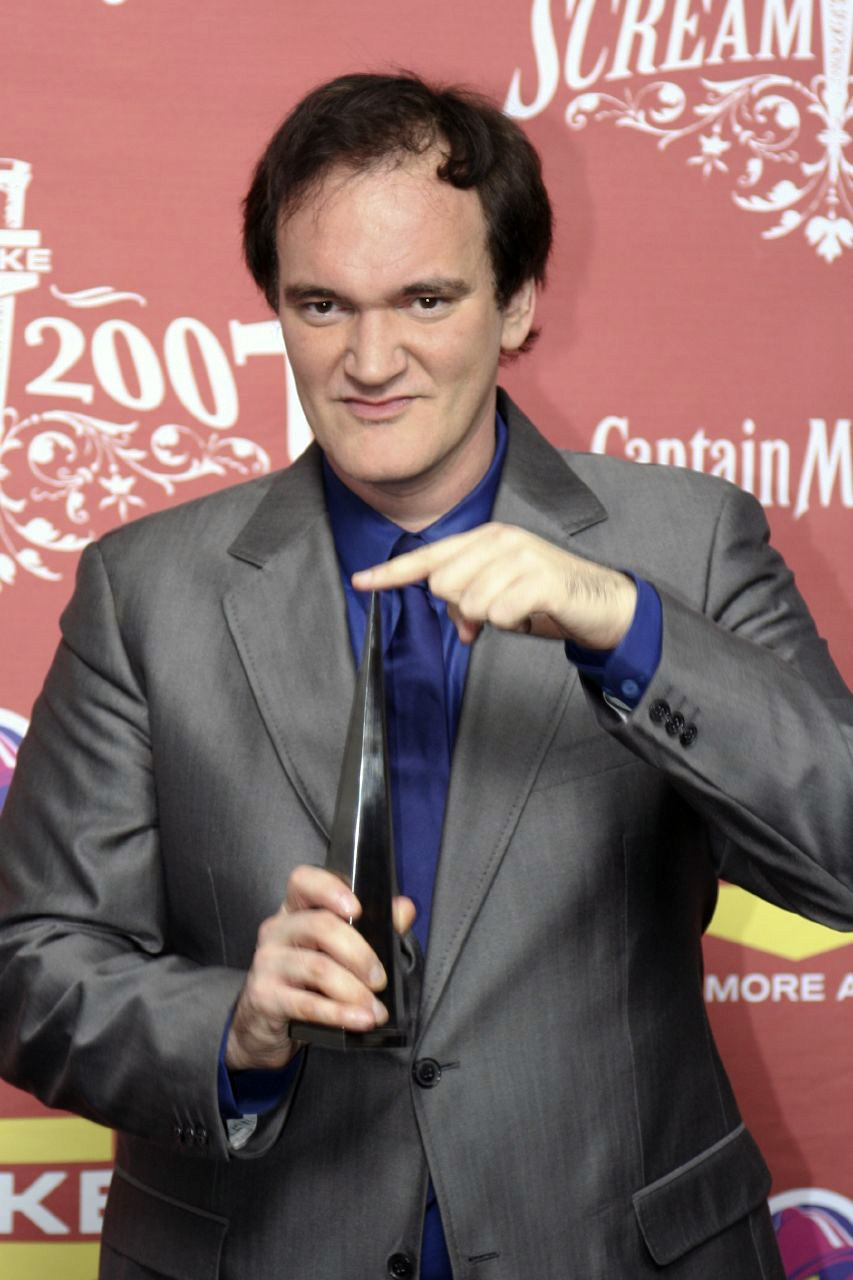
Tarantino recebe o Scream Awards em 2007.

Tarantino nasceu no Tennessee. Seus pais eram Tony Tarantino, ator e músico descendente de italianos, e Connie McHugh, descendente de irlandeses e índios Cherokees. Após o nascimento de Quentin Tarantino, sua mãe casou-se com o músico Curt Zastoupil, com quem Tarantino mais tarde viria a formar laços afetivos.
Tarantino iniciou seus estudos na região de San Gabriel Valley, em 1968. Em 1971, sua família mudou-se para El Segundo, ao sul de Los Angeles, onde passou a frequentar a Hawthorne Christian School. Ao sair da Narbonne High School, em Harbor City, Califórnia, aos 16 anos, iniciou os estudos em atuação na James Best Theatre Company.
Aos 22 anos, escreveu seu primeiro roteiro, Captain Peachfuzz and the Anchovy Bandit — algo como Capitão Flocos de Pêssego e o Bandido de Anchovas. Em 1984, Tarantino começou a trabalhar como balconista na Video Archives, uma famosa locadora de filmes em Manhattan Beach; lá, se tornou amigo de Roger Avary, um colega de trabalho com quem mais tarde viria a colaborar em Pulp Fiction. Quentin Tarantino continuou seus estudos em atuação na Allen Garfield's Actors' Shelter, em Beverly Hills, mas passou a se dedicar principalmente a escrever roteiros.
Seus primeiros roteiros vendidos, True Romance e Natural Born Killers, tiraram-lhe do anonimato. Ele conheceu Lawrence Bender numa festa em Hollywood, e Bender incentivou Tarantino a dirigir um filme. O produto final dessa conversa foi Reservoir Dogs, de 1992, um filme estiloso e violento que definiu o tom de seus filmes seguintes. O script foi lido pelo diretor Monte Hellman, que ajudou a levantar fundos junto à Live Entertainment e garantiu o lugar de Tarantino na direção do filme. Harvey Keitel ouviu falar do roteiro através de sua esposa, que foi colega de Lawrence Bender. Ele leu o roteiro e também contribuiu com investimentos, assumindo o papel de produtor executivo e de Sr. White no filme.
Seguindo o sucesso de Reservoir Dogs, Tarantino foi abordado por Hollywood e recebeu propostas para dirigir vários projetos, incluindo Speed e Men in Black. Em vez disso, ele se recolheu em Amsterdã para trabalhar no roteiro para Pulp Fiction. Quando foi finalmente lançado, o filme ganhou a Palma de Ouro no Festival de Cannes de 1994 e — com Sex, Lies, and Videotape, de Steven Soderbergh e Roger and Me, de Michael Moore — revolucionou a indústria de filmes independentes, mostrando que estes filmes também são rentáveis. Pulp Fiction ficou conhecido pelas aclamadas atuações de seu elenco e por ressuscitar a carreira de John Travolta. Além disso, o filme rendeu a Quentin Tarantino e Roger Avary o Oscar de Melhor Roteiro Original e a indicação na categoria de Melhor Filme.
Depois de Pulp Fiction, Tarantino dirigiu o quarto episódio da série Four Rooms, The Man from Hollywood, um remake de um episódio de Alfred Hitchcock Presents estrelado por Steve McQueen. Four Rooms é uma colaboração entre Allison Anders, Alexandre Rockwell, Robert Rodriguez e o próprio Tarantino.

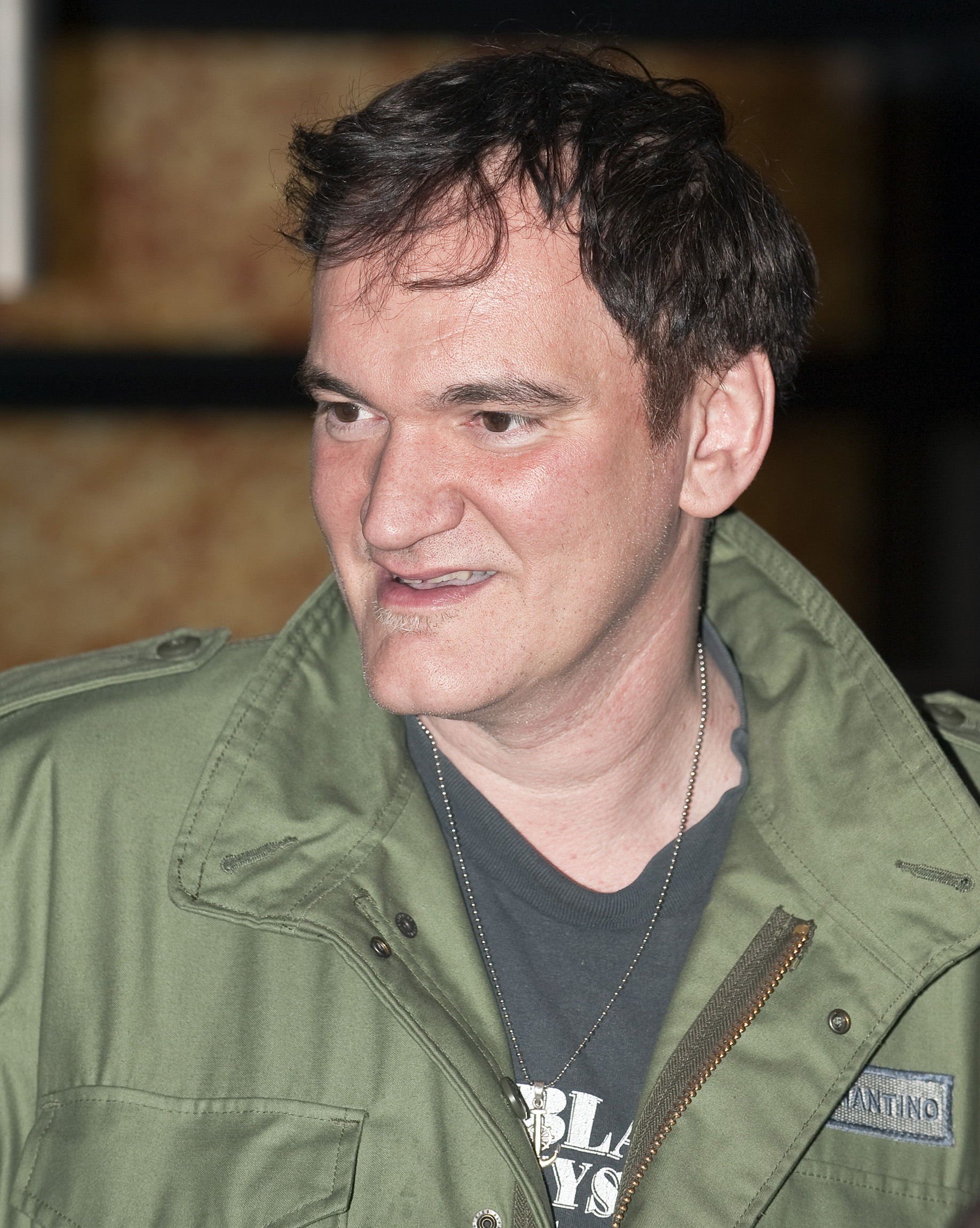
Tarantino no Festival de Cinema de Berlim, em 2009)

Quentin Tarantino e George Clooney são os irmãos Gecko em From Dusk Till Dawn (1996).
O filme seguinte de Tarantino foi Jackie Brown (1997), uma adaptação de Rum Punch, um romance de seu mentor Elmore Leonard. Uma homenagem ao gênero blaxploitation, foi estrelado por Pam Grier, que trabalhou em diversos filmes do gênero nos anos 70. Tarantino decidiu, então, produzir o filme Bastardos Inglórios. No entanto, ele adiou o projeto para escrever e dirigir as duas partes de Kill Bill, filmes estilosos com temática de vingança — filmados com a influência do Wuxia (filmes chineses de artes marciais), filmes japoneses, filmes de faroeste e filmes de terror italianos. Kill Bill é baseado numa personagem chamada A Noiva, que Tarantino criou com Uma Thurman durante as filmagens de Pulp Fiction.
Em 2004, Tarantino voltou a Cannes no papel de presidente do júri. Kill Bill não concorria, mas foi exibido na noite de encerramento na sua versão original — com mais de três horas de duração. Enquanto desempenhava a função de presidente, a Palme de Ouro foi para o filme Fahrenheit 911, de Michael Moore, desconsiderando a insistência de Tarantino em que o prêmio deveria ir para o filme Oldboy.

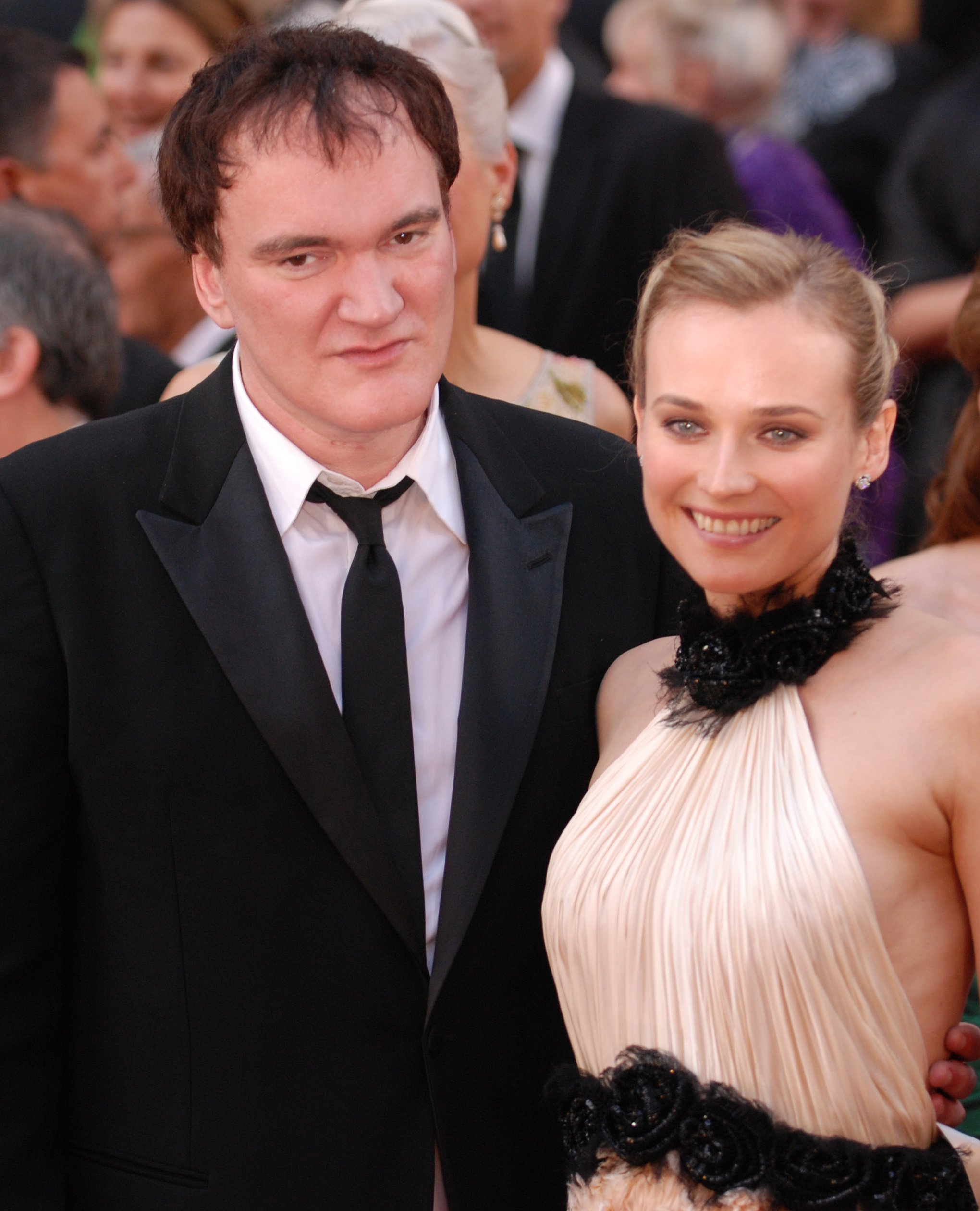
Tarantino com a atriz Diane Kruger, de Inglorious Basterds, nos Academy Awards de 2010.

Tarantino foi creditado como "diretor convidado especial" por dirigir a sequência do carro entre Clive Owen e Benicio Del Toro do sucesso neo-noir Sin City.
Em 24 de fevereiro de 2005, foi anunciado que Tarantino dirigiria o episódio final da quinta temporada de CSI: Crime Scene Investigation. O episódio de duas horas, Grave Danger, foi ao ar em 19 de maio, com audiência recorde e sucesso nas críticas.
Apesar de Tarantino ser mais conhecido por seu trabalho atrás das câmeras, ele também apareceu na primeira e na terceira temporadas da série de televisão Alias.
Em 2005, ele anunciou um novo projeto chamado Grindhouse em parceria com Robert Rodriguez, onde escreveu e dirigiu Death Proof que foi estrelado por Kurt Russell e Rosario Dawson. Mais tarde, também anunciou continuidade para Kill Bill Vol. 2 e Bastardos Inglórios, mas declarou, em 2012, ter desistido destas ideias. No mesmo ano, lançou Django Livre, um faroeste que repetiu a parceria com Christoph Waltz. O lançamento nos Estados Unidos foi em 25 de dezembro de 2012. No Brasil, o filme foi lançado em 18 de janeiro de 2013.
Entre seus recentes créditos como produtor, estão: o filme de terror Hostel, que inclui referências a Pulp Fiction; a adaptação de Killshot, de Elmore Leonard; e Hell Ride, escrito e dirigido pela estrela de Kill Bill, Larry Bishop.
Tarantino tem um grupo de atores que frequentemente participam de seus filmes, incluindo Tim Roth (Cães de Aluguel, Pulp Fiction, Four Rooms e Os Oito Odiados), Harvey Keitel (Cães de Aluguel, Pulp Fiction e From Dusk Till Dawn), Uma Thurman (Pulp Fiction, Kill Bill: Vol. 1 e Kill Bill: Vol. 2), Michael Madsen (Cães de Aluguel, Kill Bill: Vol. 1, Kill Bill: Vol. 2 e Os Oito Odiados), Kurt Russel (Death Proof, Os Oito Odiados e Era uma Vez em... Hollywood), Steve Buscemi (Cães de Aluguel e Pulp Fiction), Bruce Willis (Pulp Fiction e Four Rooms), Christoph Waltz (Bastardos Inglórios e Django Livre), Leonardo DiCaprio (Django Livre e Era uma Vez em... Hollywood), Brad Pitt (True Romance, Bastardos Inglórios e Era uma Vez em... Hollywood) e Samuel L. Jackson (True Romance, Pulp Fiction, Jackie Brown, Kill Bill Vol. 2, Bastardos Inglórios, Django Livre e Os Oito Odiados).
Tarantino esteve romanticamente envolvido com diversas mulheres, incluindo a atriz vencedora do Oscar Mira Sorvino, as diretoras Allison Anders e Sofia Coppola, a atriz francesa Julie Dreyfus e a comediante Margaret Cho. Surgiram rumores de envolvimento com Uma Thurman, a quem ele se refere como sua "musa".
Quase dois anos após o lançamento de Bastardos Inglórios no cinema, Tarantino confirmou a gravação de seu novo filme, Django Livre, um western no qual um ex-escravo torna-se um perigoso mercenário, com Jamie Foxx no papel principal. As gravações se iniciaram no estado da Louisiana, e a obra foi lançada no início de 2013.
Tarantino figura na lista de "Special thanks" do encarte do disco In Utero do Nirvana, lançado em 1993 — curiosamente, o nome do diretor aparece como "Tarentino, Quentin". Segundo o site Filmdrunk, a razão pela qual o diretor aparece nessa lista deve-se ao fato de ele ter desejado inicialmente que Kurt Cobain atuasse em Pulp Fiction no papel de Eric Stoltz. Em novembro de 2014, Tarantino revelou, durante uma conferência de imprensa sobre Os Oito Odiados, que pensava em se aposentar após concluir o seu décimo filme como diretor.

## Carreira

### Filmografia
| Ano  | Filme                                          | Título em português                                                             | Diretor | Produtor | Escritor | Ator |
| ---- | ---------------------------------------------- | ------------------------------------------------------------------------------- | ------- | -------- | -------- | ---- |
| 1987 | My Best Friend's Birthday                      | My Best Friend's Birthday                                                       | Sim     | Sim      | Sim      |      |
| 1991 | Past Midnight                                  | BRA: Sombras na Noite                                                           |         | Sim      | Sim      |      |
| 1992 | Reservoir Dogs                                 | BRA: Cães de Aluguel POR: Cães Danados                                          | Sim     |          | Sim      | Sim  |
| 1993 | True Romance                                   | BRA/POR: Amor à Queima Roupa                                                    |         |          | Sim      |      |
| 1994 | Pulp Fiction                                   | BRA: Pulp Fiction: Tempo de Violência                                           | Sim     |          | Sim      | Sim  |
| 1994 | Natural Born Killers                           | BRA: Assassinos por Natureza POR: Assassinos Natos                              |         |          | Sim      |      |
| 1994 | It's Pat: The Movie                            | BRA: Isto é Pat: O Filme POR: Ele ou Ela                                        |         |          | Sim      |      |
| 1994 | Somebody To Love                               | BRA: Alguém para Amar                                                           |         |          |          | Sim  |
| 1994 | Sleep With Me                                  | BRA: Vem Dormir Comigo                                                          |         |          |          | Sim  |
| 1994 | Killing Zoe                                    | BRA: Parceiros do Crime POR: Matando Zoe                                        |         | Sim      |          |      |
| 1995 | Four Rooms                                     | BRA: Grande Hotel POR: Quatro Quartos                                           | Sim     | Sim      | Sim      | Sim  |
| 1995 | Desperado                                      | BRA: A Balada do Pistoleiro                                                     |         |          |          | Sim  |
| 1995 | Destiny Turns on the Radio                     | BRA: Johnny Destino                                                             |         |          |          | Sim  |
| 1995 | Crimson Tide                                   | BRA/POR: Maré Vermelha                                                          |         |          | Sim      |      |
| 1996 | The Rock                                       | BRA: A Rocha POR: O Rochedo                                                     |         |          | Sim      |      |
| 1996 | Girl 6                                         | BRA: Garota 6                                                                   |         |          |          | Sim  |
| 1996 | From Dusk Till Dawn                            | BRA: Um Drink no Inferno POR: Aberto Até de Madrugada                           |         | Sim      | Sim      | Sim  |
| 1996 | Curdled                                        | BRA: Elas Matam e Nós Limpamos POR: Mata, Que Limpamos o Sangue                 |         | Sim      |          |      |
| 1997 | Jackie Brown                                   | Jackie Brown                                                                    | Sim     | Sim      | Sim      |      |
| 1999 | From Dusk Till Dawn 2: Texas Blood Money       | BRA: Um Drink no Inferno 2: Texas Sangrento POR: Aberto Até de Madrugada 2      |         | Sim      | Sim      |      |
| 2000 | From Dusk till Dawn 3: The Hangman's Daughter  | BRA: Um Drink no Inferno 3 - A Filha do Carrasco POR: Aberto Até de Madrugada 3 |         | Sim      |          |      |
| 2000 | Little Nicky                                   | BRA: Um Diabo Diferente POR: Nicky, Filho do... Diabo                           |         |          |          | Sim  |
| 2003 | Kill Bill Vol. I                               | Kill Bill Vol. I                                                                | Sim     | Sim      | Sim      |      |
| 2004 | Kill Bill Vol. II                              | Kill Bill Vol. II                                                               | Sim     | Sim      | Sim      |      |
| 2004 | My Name Is Modesty: A Modesty Blaise Adventure | BRA: Meu Nome é Modesty Blaise POR: Modesty Blaise - Jogo Explosivo             |         | Sim      |          |      |
| 2005 | Sin City                                       | BRA/POR: Sin City - A Cidade do Pecado                                          |         |          |          |      |
| 2005 | Daltry Calhoun                                 | Daltry Calhoun                                                                  |         | Sim      |          |      |
| 2005 | Hostel                                         | BRA: O Albergue                                                                 |         | Sim      |          |      |
| 2006 | Freedom's Fury                                 | Freedom's Fury                                                                  |         | Sim      |          |      |
| 2007 | Grindhouse                                     | Grindhouse                                                                      | Sim     | Sim      | Sim      |      |
| 2007 | Sukiyaki Western Django                        | Sukiyaki Western Django                                                         |         |          |          | Sim  |
| 2007 | Hostel: Part II                                | BRA: O Albergue 2 / O Albergue - Parte II POR: Hostel 2 / Hostel - Parte II     |         | Sim      |          |      |
| 2007 | Planet Terror                                  | BRA/POR: Planeta Terror                                                         |         | Sim      |          | Sim  |
| 2007 | Death Proof                                    | BRA/POR: À Prova de Morte                                                       |         |          |          |      |
| 2008 | Hell Ride                                      | POR: Hell Ride - Motos do Inferno                                               |         | Sim      |          |      |
| 2009 | Inglourious Basterds                           | BRA: Bastardos Inglórios POR: Sacanas sem Lei                                   | Sim     |          | Sim      |      |
| 2010 | Machete                                        | Machete                                                                         |         | Sim      |          |      |
| 2011 | The Greatest Movie Ever Sold                   | POR: Assim Se Vende Um Filme                                                    |         |          |          | Sim  |
| 2012 | Django Unchained                               | BRA: Django Livre POR: Django Libertado                                         | Sim     |          | Sim      | Sim  |
| 2015 | The Hateful Eight                              | BRA: Os Oito Odiados                                                            | Sim     | Sim      |          |      |
| 2019 | Once Upon a Time in Hollywood                  | BRA/POR: Era Uma Vez em... Hollywood                                            | Sim     | Sim      | Sim      |      |

### Prêmios

#### Filmes com indicações para o Oscar, Globo de Ouro e BAFTA
| Ano   | Filme                         | Indicações para o Oscar | Vitórias no Oscar | Indicações para o Globo de Ouro | Vitórias no Globo de Ouro | Indicações para os BAFTA | Vitórias nos BAFTA |
| ----- | ----------------------------- | ----------------------- | ----------------- | ------------------------------- | ------------------------- | ------------------------ | ------------------ |
| 1992  | Reservoir Dogs                |                         |                   |                                 |                           |                          |                    |
| 1994  | Pulp Fiction                  | 7                       | 1                 | 6                               | 1                         | 9                        | 7                  |
| 1997  | Jackie Brown                  | 1                       |                   | 2                               | 2                         |                          |                    |
| 2003  | Kill Bill Vol 1               |                         |                   | 1                               | 1                         | 5                        | 3                  |
| 2004  | Kill Bill Vol 2               |                         |                   | 2                               | 0                         |                          |                    |
| 2007  | Death Proof                   |                         |                   |                                 |                           |                          |                    |
| 2009  | Inglourious Basterds          | 8                       | 1                 | 4                               | 2                         | 6                        | 4                  |
| 2012  | Django Unchained              | 5                       | 2                 | 5                               | 2                         | 5                        | 2                  |
| 2015  | The Hateful Eight             | 3                       | 1                 | 3                               | 1                         | 3                        | 1                  |
| 2019  | Once Upon a Time in Hollywood | 10                      | 2                 | 5                               | 3                         | 10                       | 1                  |
| Total |                               | 32                      | 7                 | 28                              | 12                        | 38                       | 18                 |

##### Outros filmes
| Ano  | Filme                                        |
| ---- | -------------------------------------------- |
| 1995 | Four Rooms (segmento The Man from Hollywood) |
| 2005 | Sin City (diretor convidado especial)        |
| 2008 | Hell Ride (produtor)                         |
| 2011 | The Man with the Iron Fists (produtor)       |